# Miho Hagino
Hagino Miho (萩野美穂 はぎのみほ?, Miho Hagino) es una artista visual que se ha desarrollado en diferentes expresiones que van desde el arte conceptual, instalación, performance, escultura, hasta arte público; todo ello expresado con materiales como video, fotografía, resina, cerámica; ha incursionado también en la escenógrafa, curaduría, gestión cultural, y promoción del arte social.
Su producción artística está influenciada por su experiencia vital como mujer, inmigrante y artista; en un mundo que mayoritariamente no se concibe así. De igual modo, su obra retrata y reflexiona desde la empatía sobre la vida de otros individuos que se encuentran en situaciones de desigualdad o vulnerabilidad frente a una mayoría; por diferentes factores sociales como: el género, identidad sexual, etnia, lengua, condición económica o clase social, entre otras categorías. En dichos temas e individuos encuentra una profunda resonancia con su vida personal, de manera que los temas son explorados desde un carácter intimista y con una enfatizada muestra de respeto y dignificación sobre éstos.
Reside en México desde 1996, país en el cual ha realizado la mayor parte de sus proyectos, de corte artístico y social, siendo la Ciudad de México el sitio de su residencia actual. Ha participado como expositora, curadora y asesora para distintos proyectos e intervenciones artísticas a lo largo de la República Mexicana; así como en otros países: Japón, Hong Kong, Singapur, Alemania, España, Escocia, Inglaterra, Dinamarca, y Costa de Marfil.

## Primeros años y educación
Miho Hagino nació el 11 de noviembre de 1970 en Hokkaido, Japón. Sus primeros contactos desde la infancia con el pueblo originario Ainu (considerados indígenas dentro de Japón) marcó profundamente su curiosidad y deseo por conocer otras culturas, forjando así su deseo de vivir en el extranjero desde entonces. 
Estudió Derecho Internacional y Derecho Internacional privado en la Universidad de Hokkai Gakuen (Sapporo, Japón). En 1993, siendo aún estudiante de licenciatura, realizó un viaje sola y en motocicleta a través de Canadá y Estados Unidos, visitando en Nueva York la exposición “Artistas Latinoamericanos del Siglo XX”  
Ahí se impresionó por el mundo mostrado en las obras de Frida Kahlo y otros artistas latinoamericanos, lo cual motivó su primera visita a México ese mismo año.
En 1996 hizo un viaje más a México, para realizar estudios de posgrado en la Academia de San Carlos, de la UNAM. Tras concluir sus estudios en la UNAM, decide regresar a Japón. En Osaka tomó un curso de arte contemporáneo en el Inter Medium Institute (IMI), de 2001 a 2002.

## Obra artística: Características
Debido al crecimiento económico de Japón en las décadas de los ochenta y noventa; se generaron una serie de cambios en la sociedad nipona que afectaron la experiencia de vida de muchas personas, deviniendo en una sociedad aislada, con individuos que experimentaron una soledad extrema y una dificultad comunicativa; siendo la causa de muchos suicidios. Miho fue testigo de esto, perdiendo unos amigos y sus familiares, por lo cual sus obras están realizadas y pensadas a manera de criticar al sistema económico actual y sus consecuencias sociales, que forman a individuos solitarios y con problemas emocionales. 
“The themes that her pieces are about, show a critical point of view about human beings apart from their context, distant from real life and at the same time alienated by technology and immersed in a consumption society.” 

De ahí surge una profunda y genuina necesidad de emplear el arte como una práctica destinada a desarrollar la vinculación humana e inserción social, bajo el término Arte Social.
Su obra plástica y visual, abarca formatos y técnicas que comprenden desde el dibujo, la acuarela, pintura, fotografía, escultura en distintos materiales, cerámica, instalación, performance, arte objeto, arte conceptual, audio y video. Apela a temas como la soledad y sus consecuencias (su relación con el entorno social, geográfico e histórico), el sentido de comunidad para las relaciones interpersonales, la sanación, la naturaleza, la identidad y la vida cotidiana de los individuos alienados. En su trabajo hay un profundo interés por el ser humano y el individuo dentro de la masa, del "individuo alienado"
El rasgo y característica más significativos para la mayoría de su producción artística son los procesos interpersonales y la inserción social que ocurren al momento de ser realizados: "My works reflects upon humanity. It has two main components: conceptual and social commitment. [...] Both parts come together in the support that remains as a result that establishes, concretizes and preserves the memory of the collaboration"  Se entiende así que el Arte Social, ejercido en muchos de sus proyectos y piezas, refiere a manifestaciones y acciones artísticas dirigidas a visibilizar, atender o plantear soluciones a realidades sociales. De manera que muchos de sus proyectos y obras artísticos tienen las características de visibilización, ser procesos de inserción, dignificación social y cultural para grupos tradicionalmente marginados (diversidad sexual, indígenas, migrantes, mujeres, personas en situación de calle, etc.).

## Exposiciones
Individuales
- Intervención artística, mediante aerografía, en auto modelo Kicks 2021. Intervención artística en colaboración con el muralista y grabador Carlos Conde (Aguascalientes, 2021, como parte de las celebraciones por el 60° aniversario de Nissan en México) (Esta pieza formará parte del acervo del Museo del Motor de Nissan en Aguascalientes), Ciudad de México, México.

- Muxes: corazones y brazos abiertos. En colaboración con Felina Santiago y Sandra Garibaldi. Bar Jardín, Juchitán de Zaragoza, Oaxaca, (2018, en el marco de la Semana Cultural Muxe) ; Galería del Teatro María Grever, León, Guanajuato, México (2019).

- Un país en las memorias. Asociación México Japonesa de Chiapas, Tapachula, Chiapas, México, (2017); Tenjinyama Art Center, Sapporo, Japón, (2018).
- Un país en las memorias. Proyecto Japón. En colaboración con Taro Zorrilla. Ex Convento del Carmen, Festival Cultural de Mayo, Guadalajara, México, (2009); Galería Eloísa Jiménez, Instituto Cultural León, León, Guanajuato, México, (2009); Aeropuerto Internacional de la Ciudad de México, México, (2010); C.A.P. Kobe, Japón, (2014); Festival Internacional Cervantino, Guanajuato, México, (2014)

- Miho Hagino. Escópica, en colaboración con Galería Artífice, Ciudad de México, México (2017).

- JAPÓN. Galería Eloísa Jiménez, León, Guanajuato (2009).

- Petit Blue Piano. Casa Vecina, Centro Histórico, México D.F., México (2006).

- Blue Piano. Con Aki Takahashi. Sala de Arte Público Siqueiros, México D.F., México (2005).

- Flower Place. Already Made. Con Jason Rhoades. Garash Galería, Ciudad de México (2004); Combine Gallery, Los Ángeles, EUA (2003).

- Miho Hagino and Miho Hagino de Los Ángeles. Art 2102, Los Ángeles, EUA (curaduría: Rika Hiro) (2004).

- Apertura del primer capítulo. Already Made. Con Jason Rhoades. Oficina de Proyecto de Arte (OPA), Guadalajara, México (2003).

- OURAI. Roundabout. Con Tomio Isahai. Contemporary Art and Spirits (CAS), Osaka, Japón (curaduría: Tomoyuki Mitsui) (2003).

- URAMADO. Rear Window. Osaka Contemporary Art Center, Osaka, Japón (curaduría y producción: Yasuko Hayashi y Atsuko Ninagawa) (2002).

- Fascinación. Capilla Británica, México D.F., México (1998).

Colectivas
- Performance y Gráfica, Pacto Arte Contemporáneo. Galería de la Secretaría de Cultura del Estado de Baja California. Tijuana (curaduría: Joao Rodríguez) (2020).
- Inmigrantes. Koyoto-Ba, Kyoto, Japón (curaduría: Yasuo Nakano) (2019).
- Migrantes y Refugiados. Casa de Coahuila A.C., CDMX. (2019).
- Verbena Muxe. La casa Roma, CDMX. (2019).
- Modern Love Vol.3. Noox Tonalá, CDMX. (curaduría: Juan Jo Soto) (2019).
- The sun teaches us that history is not everything. Osage Foundation, HongKong, China (curaduría: Raphael Fonseca) (2018).
- La Lente Conceptual. Plaza Expiatorio, León, Guanajuato, México (2018).
- Jardín de selenita / Selenite Garden. Museo Franz Mayer, CDMX. (curaduría: Miho Hagino)  (2017).
- Con(m)pasión. El Centro de Apoyo para la Atención Integral CAAI-INCAN y Lucha contra el Cáncer de Mama, CDMX. (2017).
- Mano a mano. Artifice Gallery en Hela Spa Santa Fe, CDMX. (2017).
- Migrare necesse est, limes non est necesse. Casa Rafael Galván, Universidad Autónoma Metropolitana, CDMX. (2017).
- Bordes del pacífico. Museo de las Artes Gráficas, Saltillo, Coahuila, México (2016).
- Migrare necesse est, limes non est necesse. Galería Die Färberei, Munich, Alemania (2016).
- Suelo Fértil / Fertile Soil, Performance Telemático del proyecto de Ximena Alarcón. Centro Cultural Digital, CDMX. (2016).
- Shinzaburo Takeda y su arte en México. Museo Taro Okamoto de la ciudad de Kawasaki, Kanagawa, Japón (curaduría: Yasuo Nakano) (2015).
- Atrapando; apariciones y apariencias. The Conference on Art and Art Projects (C.A.P.), Kobe, Japón (2014).
- Artistas que dibujan el aire. Arte Hoy Galería, México, D.F. (curaduría: Marianna de Regil, Bárbara Perea, Miho Hagino) (2014).
- Crystal Jungle/Selva de Cristal. Gran Galería, Acapulco, Guerrero, México (curaduría: Miho Hagino) (2013).
- Andares. Centro Cultural Plaza Fátima, San Pedro Garza García, Nuevo León, México (curaduría: Catalina Restrepo) (2013).
- X, Diez. Sector Reforma. Museo Raúl Anguiano, Guadalajara, México (2013).
- Todo lo que quieras en 9.99. Galería Jesús Gallardo, León, Guanajuato, México (2012).
- Viajeros. Laboratorio de Artistas Norte 124, Metepec, Estado de México (2012).
- Béisbol. Foro Sol, México D.F. (comisionado/curaduría por MoNDAo corp) (2012).
- Partituras Visuales de Felipe Ehrenberg del Ala Blanca Festival. Universidad de Guanajuato, México (curaduría: Ana Montiel) (2011).
- ORBE. MUCA Roma, México D.F. (curaduría: Gonzalo Ortega) (2011).
- Selva de Cristal/Crystal Jungle. Museo Universitario del Chopo, México, D.F. (curaduría: Miho Hagino) (2011).
- Tercera Edición. Museo Carrillo Gil, México, D.F. (2010); Tokio 29, México, D.F. (curaduría: Catalina Restrepo) (2010).
- Love song/Canción de Amor. Antiguo Colegio de los Jesuitas, Pátzcuaro, México. (curaduría: Erandi Ávalos y Lucía Cavalchini) (2010).
- Emptiness/fullness. ZAIM, Yokohama, Japón (curaduría: Kentaro Taki) (2009).
- Feria Internacional de Libros de Artista 2009. México-Argentina. Centro de la Imagen, México, D.F  (2009).
- Generación espontánea. Galería Casa de las Monjas, Festival Internacional de Arte Contemporáneo de León, Guanajuato (curaduría: Leonardo Ramírez) (2009).
- Undefined Boundary. ZAIM, Yokohama, Japón (curaduría: Kentaro Taki) (2008).
- Reunión Familiar. Museo de Arte Contemporáneo Oaxaca, Oaxaca, México (2008).
- It’s Not Easy. ExitArt, Nueva York, EUA. (2008).
- Come Out & Play. Apex Art, Nueva York, EUA. (2008).
- Pase de Abordar. Universidad Iberoamericana, México, D.F.  (curaduría: Kerstin Erdmann) (2007).
- Traición. Galería del Sitio Oyeme, Universidad del Claustro de Sor Juana, México, D.F. (curaduría: Katri Walker) (2007).
- Bienal curatorial. Apex Art, Nueva York, EUA. (curaduría: Hitomi Iwasaki) (2007).
- Lo que hace que el mundo gire es la fuerza de gravedad. Galería Jesús Gallardo, Guanajuato, México (2007).
- Betrayal. The Crypt St Andrew Holborn, Londres, Reino Unido (curaduría: Katri Walker) (2007).
- Aki Takahashi, Solo. Centro Nacional de las Artes, México, D.F. (2006).
- Travesías, sueños y fronteras. Hotel Gran Meliá, México, D.F. (2006).
- Emergente de la sombra. Ex Nacional Financiera, Centro Histórico, México, D.F. (2006).
- Allí Tras Lomita –sin paisaje-. Chiautempan, Tlaxcala, México (2006).
- The Bohem Project. Osaka Contemporary Art Space, Osaka, Japan (2006).
- Emerging from the Shadow. Shoreditch Town Hall, Londres, Reino Unido (2006).
- Eternidad fugitiva. Museo del Palacio de Bellas Artes, México, D.F. (2005).
- Tiflitis. Faro de Oriente, México D.F. (2005).
- La voluntad radical. Museo Arte Universitario Chopo, México, D.F. (2005).
- Dinero. Ex Teresa Arte Actual, México, D.F. (2005).
- Mare Magnum. Centro Cultural Lagunilla Tepito Peralvillo, México, D.F. (2004).
- Los desvelos de la piel. Centro Nacional de las Artes, México, D.F. (2004).
- San Valentín Señorial. Hotel Señorial, Fundación Centro Histórico, México D.F. (2004).
- 25hrs. Poliesportiu El Rava Barcelona, España (2003).
- Yield. Echo Park Film Center, Los Ángeles, EUA. (2003).
- 8th Hong Kong Independent Short Film & Video Awards. Hong Kong, China (2003).
- Filmfestival Nippon Connection 2003. Galería de Estación en Mousonturm, Frankfurt/Main, Alemania (2003).
- made@home. Aspex Visual Arts Trust/Gallery Portsmouth, Gran Bretaña (2003).
- Videoprogramme 2003: Single-Screen Video Art from Asia. Earl Lu Gallery, Singapur (2003).
- Young Video Artist Initiative. East Asian Museum, Berlín, Alemania (2003).
- C.A.P. ON, The Conference on Art and Art Projects. C.A.P. HOUSE, Kobe, Japón (2002).
- Single Screen-Video Art from Asia. Nikolaj Contemporary Art Center, Copenhague, Dinamarca (2002).
- CAS Academy Awards. CAS Contemporary Art and Spirits, Osaka, Japan; TENT. Rotterdam, Holanda (2002).
- Art Scholarship 2001. Exhibit LIVE, Tokio, Japón (2001).
- IMI Festival-trans expo 2002. Inter Medium Institute (IMI), Osaka, Japón (2001).
- Bodegón es (-Still Lives is-). Museo León Trotsky, México, D.F. (1999).
- Objetos sin objetos. Galería Tlalli, México, D.F. (1999).
- De todo un Poco. Casa de la Cultura de Azcapotzalco, México, D.F. (1999).
- Bienal Guadalupana. Casa de la Cultura Juan Rulfo, México, D.F. (1997).
- Destino Común. Colegio de Arquitectos de México, México, D.F. (1996).
- Kayo Dessan Kai. Art Space 201, Sapporo, Japón (1996).
- Hokkai Gakuen Bizyutu Kenkyu Kai. Sapporo Shimin Gallery Sapporo, Japón (1996).
- Colectivo 95. Los Talleres, Coyoacán, México, D.F. (1995).

## Curaduría
2017 
- Transpacific Borderlands: The Art of Japanese Diaspora in Lima, Los Angeles, Mexico City, and São Paulo. Museo Nacional Japonés Americano, Los Ángeles, EUA. (co-curaduría) para el proyecto Pacific Standard Time LA/LA de la Getty Foundation.
- Jardín de selenita/Selenite Garden, Arte contemporáneo que une a México y Japón. Museo Franz Mayer, CDMX.

2014 
- Artistas que dibujan el aire. Arte Hoy Galería, México D.F.  (Co-curaduría)

2013 
- Selva de Cristal/Crystal Jungle. Fenómeno periférico de los artistas japoneses en México. Gran Galería, Acapulco, Guerrero, México.

2011
- Selva de Cristal/Crystal Jungle. Fenómeno periférico de los artistas japoneses en México. Museo Universitario del Chopo, México D.F.

## Reconocimientos y apoyos
2021
- Residencia artística en el Proyecto Garambullo: Laboratorio de arte y cultura, Colón, Querétaro, México

2019
- Residencia artística organizada por FRONDA, Ciudad de Pachuca, México

2018
- Residencia artística en Sapporo Tenjinyama Art Center, Sapporo, Japón.

2011-2012
- Apoyo para publicación de “Proyecto JAPÓN. Un país en las memorias”. Organización Conmemorativa de la Feria Mundial de Japón, años 70 Osaka / Fondo Nacional para la Cultura y las Artes.2009
- Seleccionada para CUADRO:Guía & Salón de Artistas Emergentes, Ciudad de México, México.
- Proyecto JAPÓN, Fundación Japón en México/Fundación Nomura, proyecto JAPÓN, México.2008
- Residencia artística. Tokyo Wonder Site. Tokio, Japón.2005
- Apoyo para producción de obra. Fundación Televisa.

2003
- Apoyo para producción de obra. Colección/Fundación Jumex.

2002
- Selección para Young Video Artist Initiative. Mori Art Center, Tokio, Japón.

1999
- Beca para Maestría en Artes Visuales. UNAM, Secretaría de Relaciones Exteriores y Ministerio de Educación en Japón.

## Publicaciones
- Leigh Thelmadatter (textos), Miho Hagino (fotos). "Japan, art, fashion combine to support the Isthmus of Tehuantepec." Mexico News Daily. 22 de abril de 2023.
- Miho, Hagino. The Lineage of Mexican-Japanese Artists: From the Exhibition of Mexican Art to the Crystal Jungle Exhibition to the Transpacific Borderlands Exhibition (Catálogo). pp. 58-65, Japanese American National Museum; Los Angeles, EUA., 2017.
- Miho, Hagino (textos y fotos). “Fundación Paisaje Social” en: LAR magazine, no.9,  pp. 198-210, Ciudad de México,  México, julio 2012.
- Miho, Hagino (textos e imágenes). “Pure Tokyo” en: Incendios magazine, pp. 62- 64, Ciudad de México, julio 2012.
- Miho, Hagino (fotografía); Zorrilla, Taro. Proyecto Japón -Un país en las memorias-. Exhibits at Cristal Jungle - A retrospective of japanese contemporary art in Mexico- (Catálogo). Embajada de Japón en México, Organization for the Japan World Exposition 70, FONCA, CONACULTA. México, 2010.